# Karl Felix av Sardinien
Karl Felix av Sardinien (Carlo Felice Giuseppe Maria), född 6 april 1765 i Turin, död 27 april 1831 i Turin, var hertig av Savojen, Piemonte, Aosta och kung av Kungariket Sardinien från 1821 till 1831.
Han var elfte barn och femte son till Viktor Amadeus III av Sardinien och Maria Antonia av Spanien. Hans morföräldrar var Filip V av Spanien och Elisabet Farnese.

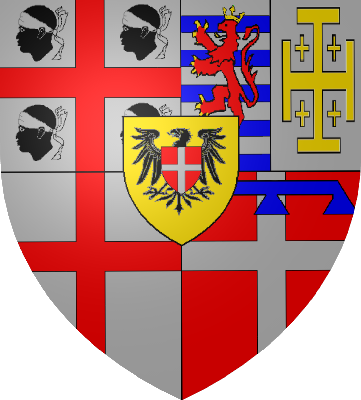
Vapen för kungarna av Sardinien av Huset Savojen efter 1815.

Han var yngre bror till Karl Emanuel IV av Sardinien och Viktor Emanuel I av Sardinien. Det var inte meningen att Karl Felix skulle bli kung men brodern Karl Emanuel hade inga barn och abdikerade 4 juni 1802. Viktor Emanuel hade fyra döttrar när han abdikerade 1821. Eftersom tronföljden styrdes av den Saliska lagen, så efterträdde Karl Felix sin broder på tronen.
Han gifte sig med Maria Kristina av Neapel och Sicilien (1779–1849) den 7 mars 1807. Hon var dotter till Ferdinand I av Bägge Sicilierna och Marie Caroline av Österrike.
Karl Felix dog utan barn efter att ha regerat i tio år. Han efterträddes av Karl Albert av Sardinien, som tillhörde sidogrenen Savojen-Carignano. 
Teatro Carlo Felice i Genua är uppkallat efter honom.